# Каскејд (Висконсин)
Каскејд (енгл. Cascade) град је у америчкој савезној држави Висконсин.

## Демографија
По попису из 2010. године број становника је 709, што је 43 (6,5%) становника више него 2000. године.
| Група             | 2000.       | 2010.       |
| Белци             | 647 (97,1%) | 676 (95,3%) |
| Афроамериканци    | 1 (0,2%)    | 3 (0,4%)    |
| Азијати           | 0 (0,0%)    | 0 (0,0%)    |
| Хиспаноамериканци | 11 (1,7%)   | 27 (3,8%)   |
| Укупно            | 666         | 709         |